# Claydon (Oxfordshire)
Claydon – wieś w Anglii, w hrabstwie Oxfordshire, w dystrykcie Cherwell. Leży 45 km na północ od Oksfordu i 110 km na północny zachód od Londynu. W 2001 miejscowość liczyła 321 mieszkańców.